# 미산성주걸이
미산성주걸이는 대한민국 경기도 연천군 미산면 유촌리에서 행해지는 민속놀이이다. 1989년 9월 22일 연천군의 향토문화재 제11호로 지정되었다.

## 개요
새로 집을 짓고 나서 그 집에 복이 깃들고 무사태평하기를 바라면서 행하는 가택신앙의 민속놀이이다.